# Hákonarmál

Hákonarmál (vieux norrois pour « dits de Hakon ») est un poème scaldique composé au Xe siècle par le scalde Eyvindr skáldaspillir en l'honneur du roi norvégien défunt Hakon le bon, et raconte son entrée dans le Valhöll où il est accueilli en ami par les dieux (bien qu'il fût un roi chrétien), reflétant le thème d'un autre poème scaldique plus ancien, l'Eiríksmál. La dernière strophe du poème rappelle une autre strophe issue du poème eddique Hávamál, mais il est incertain si l'un des poèmes a influencé l'autre, ou encore si ces strophes dérivent d'une troisième et même source que l'on ignore. 
Hákonarmál est conservé complet dans la Heimskringla de Snorri Sturluson, et partiellement dans la Fagrskinna. Ce poème est généralement considéré de grande beauté.